# Zdzisław Szymborski
Zdzisław Szymborski (ur. 4 września 1932 w Radzyminie) – polski aktor teatralny i filmowy.

## Życiorys
W 1957 roku ukończył studia na PWST w Warszawie. Występował w następujących teatrach:
- Teatr Domu Wojska Polskiego w Warszawie
- Teatr im. Stefana Jaracza w Łodzi
- Teatr Polski w Warszawie
- Teatr Ateneum w Warszawie
- Teatr Syrena w Warszawie

## Filmografia
- 1960: Rok pierwszy – milicjant grający na harmonijce, członek AK
- 1963: Pasażerka – SS-mann
- 1963: Daleka jest droga – żołnierz
- 1964: Pierwszy dzień wolności – adiutant komendanta oflagu
- 1964: Nieznany – Lewandowski
- 1966: Kontrybucja – gość na ślubie Anny i Pawła
- 1973: Wielka miłość Balzaka (odc. 4)
- 1973: Padalce – felczer
- 1974: Zapis zbrodni – konduktor w pociągu
- 1976: Trędowata – arystokrata
- 1976: Człowiek z marmuru – przedstawiciel dyrekcji obrzucony kiełbikami
- 1976: Czerwone ciernie – mieszczanin
- 1976: Brunet wieczorową porą – kelner Stefan
- 1976: Bezkresne łąki – uczestnik narady
- 1976: 07 zgłoś się – milicjant w centrum dowodzenia (odc. 3 i 4)
- 1977: Wesołych świąt
- 1977: Śmierć prezydenta – ksiądz, asystent kardynała Kakowskiego
- 1977: Sprawa Gorgonowej – posterunkowy Schweitzer
- 1977: Sam na sam – Karol, mąż kobiety kupującej samochód od Witka
- 1977: Rekord świata – działacz sportowy
- 1977: Polskie drogi – współwięzień Krajewskiego na Szucha (odc. 9)
- 1977: Czterdziestolatek – podwładny Powroźnego (odc. 21)
- 1978: Życie na gorąco – człowiek Gebhardta obserwujący mieszkanie Maja (odc. 3)
- 1978: Umarli rzucają cień – mężczyzna krzyczący do uciekającego Gawlasa
- 1978: Co mi zrobisz, jak mnie złapiesz – dziennikarz na konferencji „Pol-Pimu”
- 1979: Tajemnica Enigmy (odc. 8)
- 1979: Skradziona kolekcja – pacjent w szpitalu
- 1979: Ojciec królowej
- 1979: Do krwi ostatniej – sekretarz
- 1980: Wizja lokalna 1901
- 1980: Powstanie Listopadowe. 1830–1831 – dyskutant w „Klubie”
- 1980: Polonia Restituta
- 1980: Miś – milicjant oglądający paszport Palucha
- 1980: Krach operacji terror – Mieczysław
- 1980–2000: Dom – jeden z konstruktorów mostu Śląsko-Dąbrowskiego podczas próby obciążenia (odc. 5); portier w szpitalu onkologicznym (odc. 25)
- 1980: Ciosy
- 1981: Vabank – inżynier policyjny
- 1981: Przyjaciele (odc. 5)
- 1981: Okno
- 1981: Dziecinne pytania
- 1981: Chłopiec
- 1981: Bołdyn
- 1982: Blisko, coraz bliżej – lokaj w domu Belschego (odc. 7)
- 1983: Kamienne tablice – dyplomata węgierski
- 1983: Haracz szarego dnia – tajniak Gestapo
- 1984: Ultimatum
- 1984: Baryton
- 1985: Urwisy z Doliny Młynów – sklepikarz (odc. 5)
- 1986: Zmiennicy – kontroler biletów w tramwaju Pióreckiego (odc. 1), pasażer samolotu (odc. 5), członek komisji inwentaryzacyjnej w mieszkaniu byłego towarzysza Winnickiego (odc. 12), mieszkaniec bloku przy Alternatywy 4 (odc. 15)
- 1986: Klementynka i Klemens – gęsi z Doliny Młynów (odc. 8)
- 1987: Śmieciarz (odc. 1)
- 1987: Rzeka kłamstwa – Jan, lokaj w pałacu (odc. 3)
- 1987: Dorastanie – profesor Wrzostek (odc. 1)
- 1987: Cyrk odjeżdża – klown Eugeniusz Wasiak „Bimbo”
- 1988: Oszołomienie
- 1988: Czarodziej z Harlemu
- 1989: Virtuti – żołnierz przy umierającym Janiku
- 1989: Rififi po sześćdziesiątce – kelner
- 1989: Odbicia – urzędnik na studiach zaocznych (odc. 3 i 4)
- 1989: Goryl, czyli ostatnie zadanie...
- 1990: Ucieczka z kina „Wolność” – pielęgniarz w filmie „Jutrzenka”
- 1990: Jan Kiliński
- 1991: Rozmowy kontrolowane – uczestnik narady u Zambika
- 1991: Pogranicze w ogniu – 2 role: członek komisji z Warszawy, uczestnik narady w gdańskiej dyrekcji PKP (odc. 20), celnik (odc. 23)
- 1993: Żywot człowieka rozbrojonego (odc. 1)
- 1994: Zawrócony
- 1995: Pułkownik Kwiatkowski
- 1995: Les Milles – oficer francuski grający w lotki
- 1995: Cwał – ksiądz święcący szopę
- 1997: Sława i chwała – ksiądz udzielający ślubu Zgorzelskiej i Myszyńskiemu (odc. 5)
- 1997: Boża podszewka – sędzia
- 1999: Pan Tadeusz – rezydent Sędziego
- 1999: Ogniem i mieczem – dworzanin
- 1999: Córy szczęścia – stary generał
- 2000: Ogniem i mieczem – dworzanin
- 2000: Klasa na obcasach – dziadek „Oliwki”
- 2000: Avalon – mężczyzna w filharmonii
- 2001: Wiedźmin – medyk
- 2001: Czarna plaża – mężczyzna w hotelu
- 2002: Wiedźmin (serial) – medyk (odc. 6)
- 2002: Lokatorzy – ksiądz Jędruszak (odc. 77)
- 2003: Stara baśń. Kiedy słońce było bogiem – kapłanka
- 2004: Stara baśń – kapłanka
- 2006: Nadzieja – mężczyzna na konferencji prasowej
- 2006: Kto nigdy nie żył… – wuj Marysi na jej pogrzebie
- 2007: Odwróceni – ksiądz
- 2007: Kryminalni – gwardian klasztoru franciszkanów (odc. 69)
- 2011: 1920 Bitwa warszawska – konferansjer

## Teatr Telewizji
Wystąpił w kilkunastu spektaklach Teatru Telewizji. Zagrał m.in. rolę Melchiora w spektaklu „Podróż trzech króli” (1994), czy też rolę Wincentego Krasińskiego w spektaklu „Hrabia” (1998).